# Freiburger Fußball-Club e.V.
Freiburger Fußball-Club e.V. é uma agremiação alemã, fundada a 17 de dezembro de 1897, sediada em Freiburg, no estado de Baden-Württemberg. É uma das associações fundadoras da DFB, a Federação Alemã de Futebol, em 1900.

## História
Criado no final do século XIX, foi durante muitas décadas o clube dominante na cidade. Seus primeiros êxitos incluem um título do Sul da Alemanha, em sua segunda temporada, e um campeonato nacional, em 1907. O time ainda foi semifinalista do Internazionale Stampa Sportiva Torneio, uma das primeiras competições internacionais de futebol no mundo, em 1908. Essas vitórias conquistadas no início de sua trajetória viriam a ser o ápice de sua realização. Em 1916, venceu a Südkeis-Liga, mas a competição foi fortemente afetada pela Primeira Guerra Mundial.
O Freiburger pertencia, no primeiro momento, ao módulo Kreisliga Südwest e depois à Bezirksliga Baden ao longo de 1923 a 1933. No decorrer dos anos 1930, o time pertenceu à Gauliga Baden, e após a Segunda Guerra Mundial, à Oberliga Süd. A partir da formação da Bundesliga, em 1963, o Freiburger foi inserido na Regionalliga Süd (II), mas logo o time caíria para a Amateurliga Südbaden (III). O FFC permaneceu nesse nível por três temporadas, 1974 a 1977 antes de tomar o caminho de volta em direção à 2. Bundesliga. No entanto, a equipe não obtinha apoio suficiente e sofreu com escassez de recursos durante os cinco anos seguintes em que passou na segunda divisão. Quando novamente desceu ao terceiro nível, a Amateur Oberliga Baden-Württemberg, em 1982, apenas uma campanha de poupança era mantida por torcedores e fãs para evitar a bancarrota da equipe. Nesse intervalo, o SC Freiburg já se encontrava solidamente enraizado na 2. Bundesliga e viria a chegar logo à elite do futebol alemão.
Desde 1994, o FFC atua na Verbandsliga Südbaden, exceto na temporada 1999-2000, quando o time caiu para a Landesliga por um ano. Em 2009, o declínio financeiro foi fator preponderante para o descenso de vários clubes da Alemanha.
A persistência dos problemas monetários forçaram a agremiação a vender sua praça de esportes, o Mösle-Stadion, de capacidade para 18.000 pessoas, e chegar a um acordo de divisão com o Blau-Weiß Wiehre. O seu antigo estádio está em posse do SC Freiburg que o utiliza como instituição de jovens.

## Títulos
- Campeonato Alemão: 1907;
- Campeão do Sul da Alemanha: 1898 e 1907;
- Südkreis-Liga (I): 1916;
- Kreisliga Südwest (I): 1920;
- Bezirksliga Baden (I): 1930;
- 2ª Oberliga Süd (II): 1956;
- Oberliga Baden-Württemberg (III): 1984;
- Verbandsliga Südbaden (IV): 1991;
- Amateurliga Südbaden (III): 1977;
- South Baden Cup: 1951, 1991, 1992;

## Cronologia recente
A recente performance do clube:
| Temporada | Divisão               | Módulo | Posição |
| 1999–2000 | Landesliga Südbaden   | VI     | 1ª ↑    |
| 2000–01   | Verbandsliga Südbaden | V      | 10ª     |
| 2001–02   | Verbandsliga Südbaden | V      | 10ª     |
| 2002–03   | Verbandsliga Südbaden | V      | 6ª      |
| 2003–04   | Verbandsliga Südbaden | V      | 7ª      |
| 2004–05   | Verbandsliga Südbaden | V      | 5ª      |
| 2005–06   | Verbandsliga Südbaden | V      | 11ª     |
| 2006–07   | Verbandsliga Südbaden | V      | 6ª      |
| 2007–08   | Verbandsliga Südbaden | V      | 4ª      |
| 2008–09   | Verbandsliga Südbaden | VI     | 13ª ↓   |
| 2009–10   | Landesliga Südbaden 2 | VII    | 3ª      |
| 2010–11   | Landesliga Südbaden 2 | VII    | 3ª      |
| 2011–12   | Landesliga Südbaden 2 | VII    | 2ª      |